# Andragoška spoznanja
Andragoška spoznanja je slovenska znanstvena revija, ki jo izdaja Znanstvena založba Filozofske fakultete od leta 1995. Izhaja dvakrat letno (aprila in oktobra). Članki so prosto dostopni.